# Vilhelms Munters
Vilhelms Munters (ur. 25 lipca 1898 w Rydze, zm. 10 stycznia 1967 tamże) – łotewski polityk i dyplomata, minister spraw zagranicznych Łotwy (1936–1940).

## Życiorys

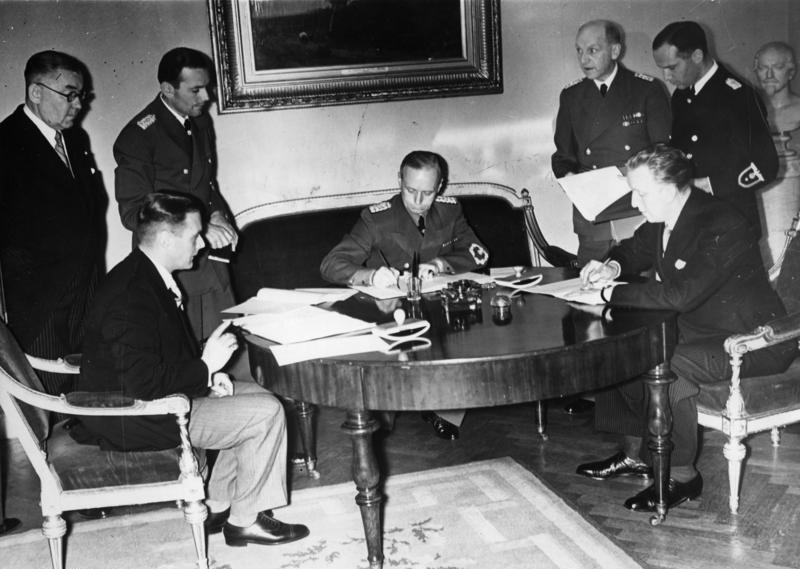
Od lewej siedzą: Munters, Ribbentrop
i Selter – podpisanie układu o nieagresji między III Rzeszą a Łotwą i Estonią, 1939

Urodził się w rodzinie Niemców bałtyckich pochodzących z Estonii. W 1915 ukończył ryską szkołę handlową, następnie rozpoczął studia chemiczne na Ryskim Uniwersytecie Technicznym (ukończył po powrocie na Łotwę w 1925).
W 1917 został wcielony do armii rosyjskiej. Podczas rewolucji październikowej walczył w Petersburgu z bolszewikami, w następstwie czego został na krótko uwięziony. Po uwolnieniu już w szeregach narodowych wojsk estońskich (1919–1920) i łotewskich (1920) uczestniczył w walkach niepodległościowych.
Od 1920 pracował w ministerstwie spraw zagranicznych. Reprezentował Łotwę w Lidze Narodów. W 1936 stanął na czele resortu, którym kierował do lipca 1940. Brał udział w negocjacjach dotyczących paktu nieagresji między Niemcami i Łotwą (podpisanego 7 czerwca 1939) oraz tzw. porozumień o wzajemnej pomocy ze Związkiem Sowieckim (październik 1939).
Po okupacji Łotwy przez Armię Czerwoną (czerwiec 1940) i jej wcieleniu do ZSRR (sierpień 1940) aresztowany przez NKWD, wraz z innymi przedstawicielami łotewskich elit. Do 1958 przetrzymywany był w więzieniach na terenie Związku Sowieckiego (m.in. w Saratowie i Włodzimierzu).
Po powrocie na Łotwę w końcu lat 50. pracował w Akademii Nauk Łotewskiej SRR (Latvijas PSR Zinātņu Akadēmija). Publikował w prasie sowieckiej (m.in. "Izwiestijach"), poddając tam surowej krytyce działalność łotewskiej emigracji w USA i Europie Zachodniej.